# Горно-Бадахшан
Горно-Бадахшан (таџ. Вилояти Мухтори Кӯҳистони Бадахшон) је аутономна област у саставу Таџикистана. Главни град је Корух. Године 2008. на површини од 64200 km2 живело је 218000 становника. Већина живи у 6 западних рајона, а у источном рајону Мургаб, који обухвата 2/3 површине, живи 16 900 становника (2008). Мургаб је са средњом надморском висином од 3500 m највиши насељени простор у ЗНД.

## Области
У саставу Горно-Бадахшанске области су 7 рајона:
- Рајон Ванџ
- Рајон Рошткала
- Рајон Ишкашим
- Рајон Рушан
- Рајон Шугнан (главни град Корух)
- Рајон Дарвоз (главно насеље Калаи-Хумб)
- Рајон Мургаб